# Naraka

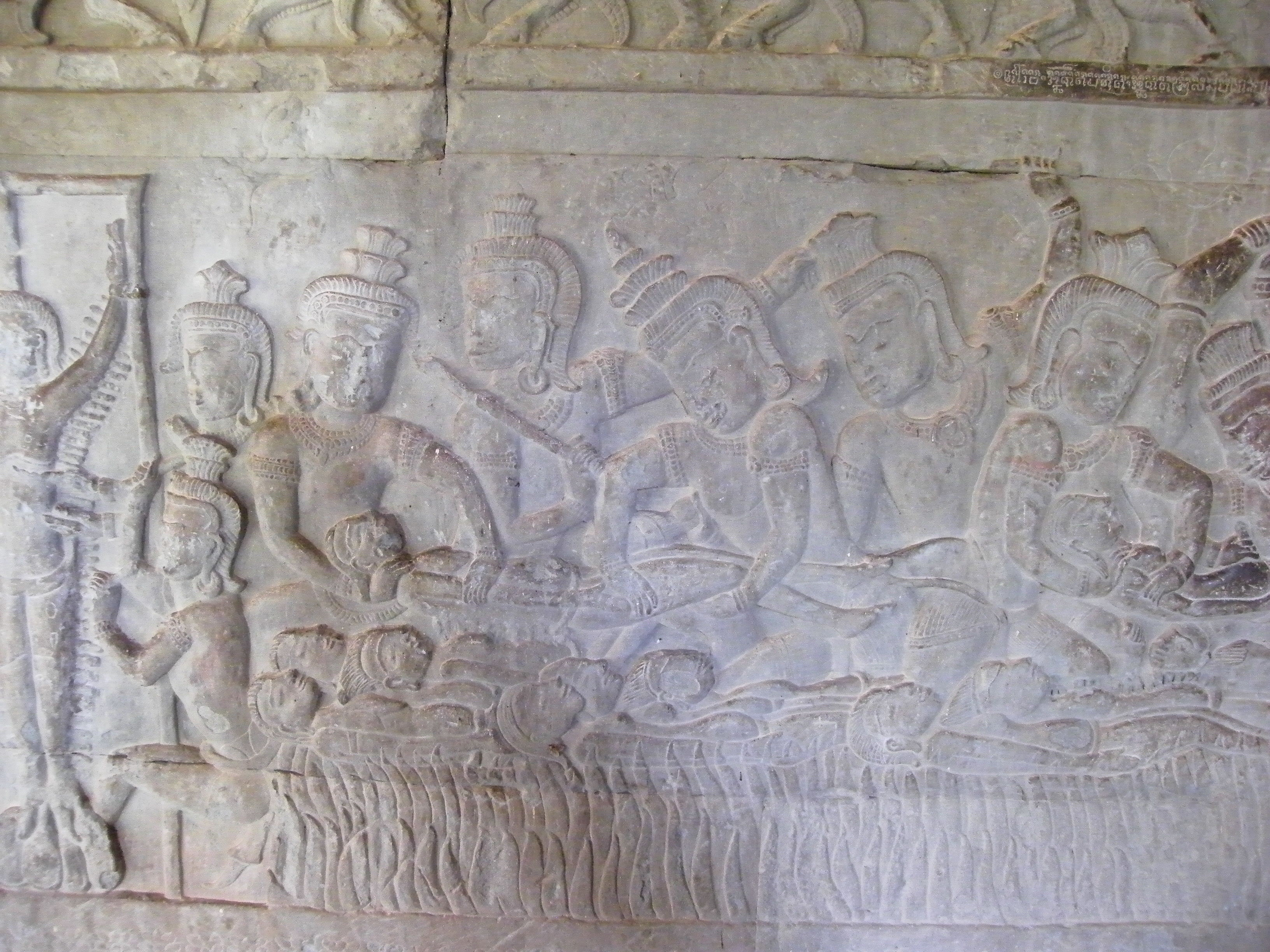
Angkor Wat domborműve a halottak szellemeit ábrázolja, akiket tűzre vetnek Narakában.

Naraka (szanszkritul: नरक) a pokol birodalma az indiai vallásokban. A hinduizmus, a dzsainizmus és a buddhizmus egyes iskolái szerint Naraka a kínok helye. Az indonéz és maláj nyelvben a Neraka szót (a Naraka módosulása) az iszlám pokol fogalmának leírására is használják.
Alternatívaként a "pokoli lényeket", akik állítólag ebben az alvilágban laknak, gyakran nevezik Narakának. Ezeket a lényeket a szanszkritban Narakijáknak (szanszkrit: नारकीय, Nārakīya), Narakarnaváknak (szanszkrit: नरकार्णव, Narakārṇava) és Narakaváknak (szanszkrit: नरकवासी, Narakavāsī) is nevezik.

## A hinduizmusban

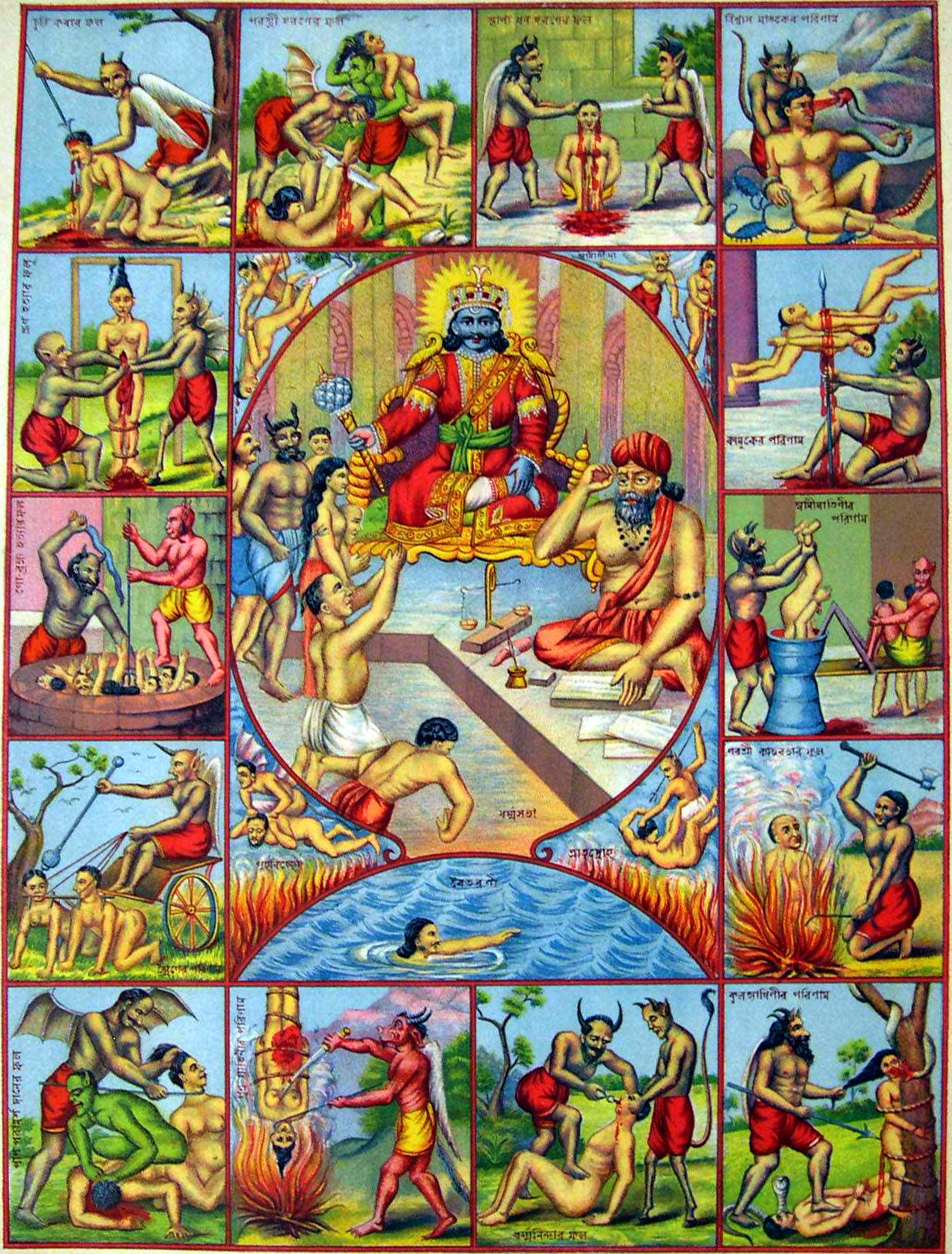
A nagy központi panel Jamát, a halál istenét (gyakran Dharmának nevezik) ábrázolja trónon ülve; balra egy démon áll. Jamától jobbra Chitragupta ül, akinek az a feladata, hogy minden emberről részletes feljegyzéseket vezessen, és haláluk után eldöntse, hogy korábbi tetteik alapján hogyan kell újjászületniük.

Naraka egy birodalom a Védákban, egy hely, ahová a lelkeket küldik bűneik eltörlésére. Elsősorban a Dharmasásztrákban, az Itihászákban és a Puránákban említik, de leírják a védikus szamhitákban, az Aranyjakákban és az upanisadokban is. Egyes upanisadok a pokol helyett "sötétségről" beszélnek. Az upanisadok és a Bhagavad Gítá összefoglalása többször említi a poklot Adi Sankara is említi a Védánta szútrához írt kommentárjában Egy hindu filozófus, Madhva nézeteitől eltekintve a hinduizmuson belül nem tekintik az örök kárhozat helyének.

A Puránákban, mint a Bhagavata Purána, a Garuda Purána és a Visnu Purána, számos pokolról van részletes leírás. Ezek a Garbhodaka-óceán felett helyezkednek el A Visnu Purána megemlíti a különböző Narakák neveit:.
A különböző Nárákák nevei a következők: Raurava, Śūkara, Rodha, Tāla, Viśasana, Mahājvāla, Taptakumbha, Lavaṇa, Vimohana, Rudhirāndha, Vaitaranī, Krimīśa, Krimibhojana, Asipatravana, Kṛṣṇa, Lālābhakṣa, Dāruṇa, Pūyavāha, Pāpa, Vahnijvāla, Adhośiras, Sandansa, Kālasūtra, Tamas, Avīci, Śvabhojana, Apratiṣṭha és egy másik Avīci. Ezek és még sok más félelmetes pokol a Jama királyságának szörnyű tartományai, melyek kínzóeszközökkel és tűzzel borzalmasak; ezekbe taszítják mindazokat, akik életükben bűnös gyakorlatok rabjai.

—  Vishnu Purána 2. Könyv, 6. Fejezet
Jama, a halál és az igazságosság istene, haláluk után ítélkezik az élőlények felett, és megfelelő büntetést szab ki. Például egy bráhmana gyilkosa, az aranytolvaj vagy a borivó a Shukara, azaz disznó nevű pokolba kerül. Egyes védánta iskolák szerint a Nitya-samsarinok (örökké vándorlók) megtapasztalhatják a Narakát vezeklés céljából. Miután a büntetés ideje letelt, újraszületnek a földön emberi vagy állati testben. Ezért a Náraka nem az örökké tartó büntetés lakhelye.
Jama Loka Jama lakhelyének neve. Jamát Dharmaradzsa, vagyis a dharma királya néven is emlegetik; Jama Loka a bűnösök (papi) ideiglenes tisztítóhelyéhez hasonlítható. A hindu szentírások szerint Yama isteni segítője, Chitragupta nyilvántartást vezet a világ minden egyes élőlényének egyéni tetteiről, és a tettek teljes körű ellenőrzése alapján az elhunytak lelkét vagy a Svargába (mennyországba), vagy a különböző Narakákba küldi, a bűnök természetének megfelelően. A szentírások leírják, hogy még azok az emberek is, akik a jócselekedetek többségét elkövették, eljöhetnek a Yama Lokába, hogy megváltást nyerjenek az általuk elkövetett kisebb bűnökből, és miután letöltötték a bűnökért járó büntetést, újraszületésre küldhetik őket a földre vagy a mennybe.
Haláluk idején a bűnös lelkeket a Jamadutták, Jama szolgái (aki csak különleges esetekben jön el személyesen) könnyen elfoghatják. A Bhagavata Purána szerint Jama megparancsolja szolgáinak, hogy hagyják békén a Vaisnavákat. A Srí Vaisnavákat a Vishnudutták viszik Vaikunthába, a Gaudiya Vaisnavákat pedig Golokába.

## A buddhizmusban

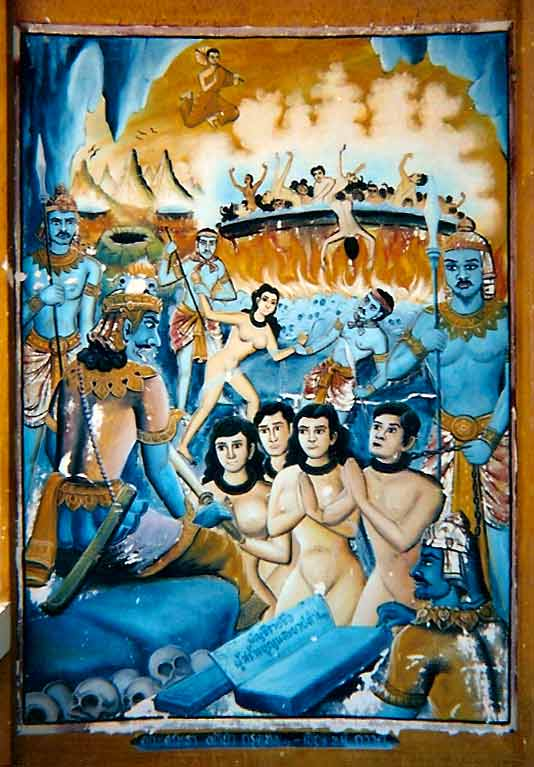
Egy észak-thaiföldi templom falfestménye. A halottak ruhátlan szellemeit Jama elé viszik ítélethozatalra. A háttérben Mālaya (พระมาลัย) felülről nézi, ahogy a bűnösöket egy nagy olajos üstben megsütik.

A buddhizmusban Naraka a legnagyobb szenvedés világaira utal. A buddhista szövegek a kínzások és a kínok birodalmainak széles skáláját írják le Narakában; erre példa a Devadūta-sutta a Pāli kánonból. A leírások szövegről szövegre változnak, és nem mindig állnak összhangban egymással. Bár a kifejezést gyakran "pokolnak" fordítják, az ábrahámi pokloktól eltérően a Naraka nem örökkévaló, bár amikor időskálát adnak meg, azt sugallják, hogy az rendkívül hosszú. Ebben az értelemben hasonlít a purgatóriumhoz, de mind az ábrahámi pokollal, mind a purgatóriummal ellentétben itt eredendően nincs szükség Istenre, akinek részt kell vennie abban, hogy meghatározza egy lény belépését és kilépését a birodalomba, illetve onnan. A lényt inkább a természet törvénye - a karma törvénye - hozza ide, mint ahogy a buddhista kozmológia összes többi birodalmába is, és addig marad, amíg a negatív karma, amely oda juttatta, el nem fogy.

## A dzsainizmusban
A dzsainizmusban Naraka a dzsain kozmológiában a létezés azon birodalmának neve, amely nagy szenvedéssel jár. Egy lény Narakában való tartózkodásának időtartama nem örökkévaló, bár általában nagyon hosszú - évmilliárdokban mérve. Egy lélek a Narakába születik korábbi karmájának (a test, a beszéd és az elme cselekedetei) közvetlen eredményeként, és ott tartózkodik egy véges ideig, amíg a karmája el nem éri a teljes eredményét. Miután karmája kimerült, egy korábbi, még be nem érett karma eredményeként újraszülethet a magasabb világok valamelyikében. A dzsain szövegek megemlítik, hogy ezek a poklok a világegyetem alsó részén, a hét földön helyezkednek el. A hét föld a következő:
1. Ratna prabha
2. Sharkara prabha
3. Valuka prabha
4. Panka prabha
5. Dhuma prabha
6. Tamaha prabha
7. Mahatamaha prabha

## Fordítás
Ez a szócikk részben vagy egészben  a   Naraka című angol Wikipédia-szócikk ezen változatának fordításán alapul.  Az eredeti cikk szerkesztőit annak laptörténete sorolja fel. Ez a jelzés csupán a megfogalmazás eredetét és a szerzői jogokat jelzi, nem szolgál a cikkben szereplő információk forrásmegjelöléseként.